# Galeria
Galeria (in corso Galeria, in francese Galéria) è un comune francese di 337 abitanti situato nel dipartimento dell'Alta Corsica nella regione della Corsica.
Affacciato sul golfo di Galeria, è uno dei comuni sui quali insiste la Riserva naturale di Scandola, Patrimonio dell'umanità dell'UNESCO. Confina con il comune di Osani attraverso il passo della Bocca a Palmarella, e con quello di Calvi, attraverso il passo della Bocca di Marsolinu.

## Società

### Evoluzione demografica
Abitanti censiti